# The Adventure of the Dancing Men
The Adventure of the Dancing Men (bra: Os Dançarinos) é um conto de Arthur Conan Doyle protagonizado por Sherlock Holmes e Dr. Watson, foi publicada pela primeira vez na Collier’s Weekly, em Dezembro de 1903, com ilustrações de Frederic Dorr Steele, e na Strand Magazine com ilustrações de Sidney Paget

## Enredo

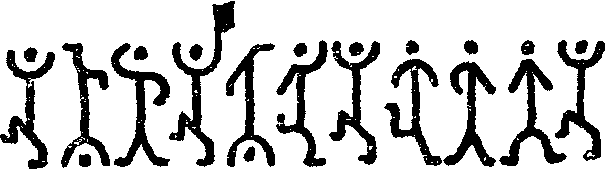
Um dos bilhetes recebidos por Cubitt

O sr. Hilton Cubitt encontrou estranhos hieróglifos na janela de sua casa, os códigos eram compostos por imagens de dançarinos em diversas posições, Cubitt julgou que fosse brincadeira de criança, mas ao notar o desespero de sua mulher ao ver os hieróglifos e a frequência com que os encontrava em diversas partes da casa acabou desconfiando, Sherlock Holmes entra em ação mas não pode evitar o assassinato de Cubitt, nesta história que envolve uma obscura organização criminosa denominada "Os Dançarinos".